# Danny Collins
Daniel Lewis „Danny“ Collins (* 6. August 1980 in Chester) ist ein ehemaliger walisischer Fußballspieler.

## Spielerkarriere

### Chester City und AFC Sunderland
Danny Collins debütierte am 26. Dezember 2001 für den von Mark Wright trainierten englischen Fünftligisten Chester City. In der Saison 2003/04 gewann er mit seiner Mannschaft die Meisterschaft in der Football Conference und stieg damit in die Football League Two auf.
Am 12. Oktober 2004 verließ Collins den Viertligisten und wechselte für eine Ablösesumme von £140.000 zum AFC Sunderland. Mit seinem neuen Team gewann Collins (14 Ligaspiele) den Titel in der Football League Championship 2004/05. Die Rückkehr in die Premier League 2005/06 entwickelte sich für den Verein weniger erfolgreich. Sunderland stieg als abgeschlagener Tabellenletzter in die zweite Liga ab. Eine Saison später erreichte Danny Collins mit seiner Mannschaft jedoch erneut den Gewinn der Zweitliga-Meisterschaft und damit die direkte Rückkehr in die Premier League 2007/08.

### Stoke City
Nachdem sich Collins mit Sunderland in der höchsten englischen Spielklasse etabliert hatte, wechselte er 1. September 2009 für £2.750.000 zu Stoke City.
Mit Stoke beendete Danny Collins (25 Ligaspiele) die Premier League 2009/10 auf dem elften Tabellenplatz. Neben einem erneuten Platz im Tabellenmittelfeld zog City in der anschließenden Saison ins Finale des FA Cup 2010/11 ein. Die Finalpartie verlor der Verein ohne den 90 Minuten auf der Ersatzbank sitzenden Collins jedoch mit 0:1 gegen Manchester City. Die Saison 2011/12 verbrachte er auf Leihbasis bei den Zweitligisten Ipswich Town und West Ham United.

### Nottingham Forest
Am 25. Juli 2012 unterzeichnete Danny Collins einen Dreijahresvertrag bei Nottingham Forest. Nach Ablauf des Vertrages wechselte er zu Rotherham United.

### Walisische Nationalmannschaft
Danny Collins debütierte am 9. Februar 2005 für die walisische Nationalmannschaft bei einem 2:0-Heimsieg über Ungarn. Sein bislang letztes Länderspiel bestritt er am 27. Mai 2011 bei einem 2:0-Sieg gegen Nordirland.